# Hipokavst
Hipokavst (latinsko hypocaustum) je sistem centralnega ogrevanja zgradbe s toplim zrakom, ki kroži pod tlemi prostora in/ali po ceveh v zidovih prostora. Slednji lahko ogreva tudi gornja nadstropja.
Izraz hipokavst je zloženka grških izrazov hypo, ki pomeni spodaj, in caust-, ki pomeni prižgan. Najstarejša omemba hipokavsta kaže, da se je tempelj v Efezu tako ogreval že leta 350 pr. n. št., čeprav Vitruvij izum hipokavsta pripisuje Sergiju Orati okoli leta 80 pr. n. št. Njegov izum je izboljšal higieno in bivalne pogoje prebivalstva in bil predhodnik sodobnih sistemov centralnega ogrevanja. 

## Rimsko cesarstvo
V Rimskem  cesarstvu so se s hipokavstom ogrevala predvsem javna kopališča in javne zgradbe. V zasebnih hišah je bila zaradi visokih stroškov njegova raba omejena. Ruševine rimskih hipokavstov v Italiji, Angliji, Španiji,Franciji, Švici,  Nemčiji in celo Afriki kažejo, da se je njegova raba razširila po celem Rimskem cesarstvu. 
Strop hipokavsta je slonel na stebrih, imenovanih pilae, ki so podpirali sloj ploščic, na katerih je bil sloj betona, na njem pa talne ploščice ali mozaik bivalnega prostora. Po tem zaprtem prostoru sta krožila vroč zrak in dim  iz peči in ogrevala tla bivalnega  prostora. Od tam sta bila po dimniku speljana na streho in mimogrede ogrevala še zidove in prostore v gornjem nadstropju zgradbe. Cevi, vgrajene v zidove, so se imenovale caliducti.
Sobe, ki naj bi bile najtoplejše, so postavili najbliže peči v kleti zgradbe. Količina toplote se je uravnavala s količino pokurjenih drv. Vzdrževanje hipokavsta je bilo drago in naporno, ker je zahtevalo stalen nadzor peči in količine kurjave.
- Hipokavst rimske vile v Vieux-la-Romaine pri Caenu, Francija
- Ruševine rimske vile v La Olmedi, Kastilija in Leon, Španija
- Caldarium rimskega kopališča v  Bathu, Britanija
- Zidne tuljave za kroženje vročega zraka

Gradnjo in delovanje hipokavsta je opisal Vitruvij v svojem delu De architectura, napisanem okoli leta 15 pr. n. št. Vitruvij pravi, da se kurivo prihrani tako, da se vroči sobi  (caldarium) za moške in ženske zgradi drugo ob drugi, za njima pa prostora z zmerno temperaturo (tepidarium). Temperaturo se uravnava z bronastim ventilatorjem v obokanem stropu.
V Evropi, zahodni Aziji in Afriki se je ohranilo veliko hipokavstov. Eden od njih je v ljubljanskem arheološkem parku Emonska hiša na Mirju 4, ki je dediščina rimske Emone.

## Drugi hipokavsti
Izkopavanja v Mohendžo-daru v sedanjem Pakistanu so razkrila arhitekturne elemente, za katere velja, da so bili hipokavst, obložen z bituminizirano opeko. Če so je to res, so bili ti hipokavsti 2000 let starejši od najstarejšega rimskega.
Leta 1984–1985 so med izkopavanji v starem gruzijskem naselju Dzalisi odkrili velik grajski kompleks z dobro ohranjenim hipokavstom, zgrajenim v obdobju 200-400 pr. n. št.
Korejske hiše so imele že okoli leta 1000 pr. n. št.  sistem talnega ogrevanja ondol, podoben rimskemu hipokavstu. Za ogrevanje so se izkoriščali dimni plini iz kuhinje. Na ta način so se korejske hiše, predvsem dnevni bivalni prostori,  ogrevale do 1960. let. Kurilo se je predvsem z drvi in premogom. 
V manjšem obsegu se je talno ogrevanje uporabljalo tudi v severni Kitajski (peč kang).

## Kasnejši hipokavsti
S propadanjem Rimskega cesarstva se je hipokavst začel opuščati, predvsem v zahodnih provincah. Zgleda, da v Britaniji od leta 400 do 1900 centralno ogrevanje sploh ni obstajalo. Zelo redka so bila tudi javna kopališča. V nekaterih samostanih so se tople sobe ogrevale s kurjenjem pod njimi. Toploto so zadrževala granitna tla.
V Evropi so se za ogrevanje prostorov uporabljale tudi  keramične ali kamnite peči. Na Iberskem polotoku, predvsem v Andaluziji,  se je rimski sistem ogrevanja prilagodil za ogrevanje hispano-islamskim kopališč – hamamov. V Kastiliji je bil prilagojen sistem ogrevanja, imenovan gloria, v rabi do uvedbe sodobnih načinov ogrevanja.